# Xavier Wauters
Xavier Wauters was een Belgisch voetballer. Hij speelde bij RAFC ( Antwerp FC  ) van 1963 tot 1972. Zijn debuut was op zaterdag 15 juni 1963 tegen FC Lausanne-Sport. RAFC won dit met 2 - 0.  Hij promoveerde in 1970 mee naar de eerste klasse. 
In 1972 ging hij spelen voor Olse Merksem
Na zijn loopbaan als voetballer ging hij aan de slag als wiskundeleraar op het Sint-Jan Berchmanscollege in Merksem